# Granulosina
Granulosina è un sottordine di stelle marine.

## Famiglie
- Archasteridae
- Chaetasteridae
- Goniasteridae Forbes, 1841
- Odontasteridae Verrill, 1889
- Ophidiasteridae Verrill, 1870
- Oreasteridae Fisher, 1911